# Білогуби
Білогу́би — село в Україні, у Семенівській селищній громаді Кременчуцького району Полтавської області. Населення становить 43 осіб.

## Географія
Село Білогуби розташоване на правому березі річки Хорол, вище за течією на відстані 1,5 км розташоване село Василівка, нижче за течією на відстані 4 км розташоване село Поділ, на протилежному березі — село Заїчинці. Річка в цьому місці звивиста, утворює лимани, стариці та заболочені озера. Уздовж русла проведено кілька іригаційних каналів.
На північний схід від села розташований ландшафтний заказник «Кривеньківський».

## Історія
12 червня 2020 року, відповідно до розпорядження Кабінету Міністрів України № 721-р «Про визначення адміністративних центрів та затвердження територій територіальних громад Полтавської області», село увійшло до складу Семенівської селищної міської громади.
19 липня 2020 року, в результаті адміністративно - територіальної реформи та ліквідації Семенівського району, село увійшло до складу новоутвореного Кременчуцького району.